# نیل‌بامب

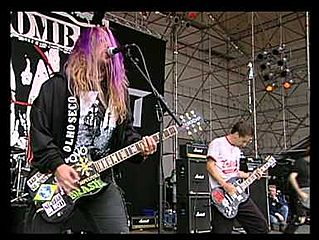
گروه نیل بامب

نیل‌بامب (به انگلیسی: Nailbomb) یک گروه اینداستریال/ترش متال برزیلی در دههٔ ۹۰ میلادی بود. این گروه را مکس کاوالرا به همراه الکس نیوپورت به‌عنوان یک پروژه‌ی جانبی آغاز کردند.
از نیل بامب ۱ آلبوم استودیویی در سال ۱۹۹۴ و یک آلبوم اجرای زنده در سال ۱۹۹۵ منتشر شد. در این گروه به‌غیر از مکس کاوالرا اعضای دیگر سپولتورا مانند ایگور کاوالرا و آندرس کیسر هم مشارکت داشتند. نیل‌بامب در اصل نام نوعی بمب ضدنفر با قابلیت آسیب‌زنی بالا است که بیش‌تر در عملیات تروریستی استفاده دارد.